# Піску-Регіулуй
Піску-Регіулуй (рум. Piscu Reghiului) — село у повіті Вранча в Румунії. Входить до складу комуни Регіу.
Село розташоване на відстані 160 км на північ від Бухареста, 31 км на захід від Фокшан, 103 км на північний захід від Галаца, 94 км на схід від Брашова.

## Населення
За даними перепису населення 2002 року у селі проживала 41 особа, усі — румуни. Усі жителі села рідною мовою назвали румунську.